# Condren
Condren település Franciaországban, Aisne megyében. Lakosainak száma 682 fő (2022. január 1.). Condren Amigny-Rouy, Sinceny, Tergnier és Viry-Noureuil községekkel határos.

## Népesség
A település népességének változása:
| Lakosok száma | 566  | 732  | 725  | 700  | 707  | 715  | 707  | 708  | 702  | 682  |
|               | 1968 | 1982 | 1990 | 2006 | 2013 | 2015 | 2017 | 2019 | 2020 | 2022 |